# Můj milovaný nepřítel
Můj milovaný nepřítel (v originále Ennemis intimes) je francouzský hraný film z roku 1987, který natočil Denis Amar. Snímek měl premiéru dne 9. prosince 1987.

## Děj
Mladý muž Paul vede kino umístěné na kraji útesu na izolovaném místě. Jednoho dne se na místo vydá Mona, dcera bývalého majitele. Tím začne jejich vztah. Jednoho dne, když je Mona pryč, přijde muž středního věku na promítání filmu. Po hádce mezi zákazníkem a gangem násilníků se on a Paul ocitnou zabarikádováni v kině, obleženi gangem. Ukáže se, že muž jménem Baudin je Monin manžel. Baudin a Paul, uzavření v jednom prostoru, musejí překonat vzájemný odpor.

## Obsazení
| Michel Serrault | pan Baudin             |
| Wadeck Stanczak | Paul Tayar             |
| Ingrid Held     | Mona                   |
| Thierry Rey     | šéf gangu              |
| Anne Gautier    | Billie                 |
| Roch Leibovici  | El Loco                |
| Yannick Soulier | Tendinite              |
| Sylvie Coffin   | Feeling                |
| Daniel Sarky    | partner Mony v hospodě |